# Milena Rostkowska-Galant
Milena Rostkowska-Galant (ur. 1981 w Warszawie) – polska prezenterka telewizyjna i dziennikarka.

## Życiorys

### Kariera
Od 2001 roku prowadziła prognozę pogody po Dzienniku w TV4. Od 2008 roku prowadzi serwisy pogodowe w Polsacie. W 2020 roku brała udział w 11. edycji programu rozrywkowego Polsatu Dancing with the Stars. Taniec z gwiazdami. Dodatkowo w latach 2020–2022 była spikerką Polsatu.

### Życie prywatne
Zamężna od 2010 roku. Ma córkę, Polę.

## Prezenterka
- od 2008: Wydarzenia Pogoda jako prezenterka pogodowa
- 2020: Dancing with the Stars. Taniec z gwiazdami jako uczestniczka 11. edycji (8. miejsce)
- 2020–2022: zapowiedzi spikerskie Polsatu jako spikerka